# Emma Kimiläinen
Emma Elina Kimiläinen-Liuski, född 8 juli 1988 i Helsingfors, är en finländsk racerförare.
Som treåring började hon köra gokart, och som femåring körde hon sin första tävling. 2014 debuterade hon i STCC och blev därmed den första kvinnliga föraren i mästerskapet sedan 1999 då Nettan Lindgren-Jansson deltog. Hon kör en Seat Leon STCC för PWR Racing Team. Totalt körde hon 11 lopp under 2014 och hamnade som bäst på andra plats.
Hon är bosatt i Vanda.